# اتحادیه کارگران خودرو
اتحادیه کارگران خودرو (UAW), یک اتحادیه کارگری در ایالات متحده است که از کارگران ایالات متحده (از جمله پورتوریکو) و کانادا تشکیل شده‌است. این اتحادیه ابتدا در دههٔ ۱۹۳۰ به نام UAW تأسیس شد و سریعاً رشد کرد. تحت رهبری والتر رویتر (بین سنوات ۱۹۴۶–۷۰) این اتحادیه تأثیرات عمیقی بر جامعه کارگری آمریکا نهاد. UAW به خصوص برای بالا بردن دستمزدها و بیمه برای همهٔ بازنشستگان شناخته شده بوده‌است.

## رهبران اتحادیه
- ۱۹۳۵–۱۹۳۶: فرانسیس دیلون
- ۱۹۳۶–۱۹۳۸: هومر مارتین
- ۱۹۳۸–۱۹۴۶: آر جی توماس
- ۱۹۴۶–۱۹۷۰: والتر رویتر
- ۱۹۷۰–۱۹۷۷: لئونارد اف. وودکاک
- ۱۹۷۷–۱۹۸۳: داگلاس فریزر
- ۱۹۸۳–۱۹۹۵: اوون بیبر
- ۱۹۹۵–۲۰۰۲: استیون یوکیچ
- ۲۰۰۲–۲۰۱۰: ران گتلفینگر
- ۲۰۱۰–۲۰۱۴: باب کینگ
- ۲۰۱۴-اکنون: دنیس ویلیامز